# Geshna
Geshna é um gênero de mariposa pertencente à família Crambidae.